# Halisarca pachyderma
Halisarca pachyderma är en svampdjursart som beskrevs av Claude Lévi 1969. Halisarca pachyderma ingår i släktet Halisarca och familjen Halisarcidae.
Artens utbredningsområde är havet utanför Sydafrika. Inga underarter finns listade i Catalogue of Life.